# Eenhoornsluis
De Eenhoornsluis (brug nr. 313) is een brug over de Korte Prinsengracht in Amsterdam. De brug ligt tussen de Haarlemmerstraat en Haarlemmerdijk en dateert van 1618. De brug en bijbehorende Eenhoornschutsluis (sluis nr. 103) zijn bij de aanleg van de grachtengordel gepland als verbinding van de toen nieuwe grachten met het IJ, sinds 1832 het Westerdok.

## Brug en sluis
De brug werd aanvankelijk Prinsesluis genoemd, maar die naam werd al snel veranderd naar de huidige, en komt van een nabijgelegen brouwerij die de Eenhoorn heette; Korte Prinsengracht 19 heeft een gevelbeeld dat daaraan herinnert. Tot eind jaren zeventig van de 19e eeuw lag er over de sluis een ophaalbrug. Omdat de gemeente licentie had gegeven aan de Amsterdamsche Omnibus Maatschappij voor een tramlijn kon die brug niet gehandhaafd worden. Eerst werd nog een draaibrug geopperd, maar uiteindelijk werd een vaste brug neergelegd. In 1879 kon de paardentram eroverheen; in 1902 moest er verstevigd worden voor de komst van de elektrische tram. Nadat de tram in 1955 was verbust, zijn in 1958 de tramrails verwijderd. De brug kreeg toen ook een nieuw brugdek, alsook werd een gewelf gereconstrueerd onder leiding van Cornelis Johannes Henke.In 1974 werd de bus verlegd naar de nieuwe brug 95 in de Haarlemmerhouttuinen. 
De brug gaf een weids uitzicht op het IJ, maar de zichtas wordt sinds 2007 belemmerd door de woningbouw op het Westerdokseiland. Brug en sluis zijn sinds september 2005 een gemeentelijk monument.

## Huddesteen
In de Eenhoornsluis is een zogenaamde Huddesteen bewaard gebleven. Vanaf 1684 werd door middel van een groef in een achttal over de stad verspreide "peilstenen" de zeedijkshoogte ten opzichte van het gemiddelde waterniveau, het "AP" (Amsterdams Peil), aangegeven. De stenen worden Huddestenen genoemd, naar de toenmalige burgemeester Johannes Hudde. De peilsteen bevindt zich aan de IJ-zijde van de sluis.
Tot de bouw van de Oranjesluizen (in gebruik genomen in 1872) stond dit deel van de Korte Prinsengracht via het IJ in open verbinding met de Zuiderzee. Jarenlang dacht men dat alleen in deze Eenhoornsluis een Huddesteen bewaard is gebleven, tot in 2013 tijdens de sloop van De Nieuwe Brug over het Damrak een tweede overgebleven exemplaar werd aangetroffen.

## Monument Nel de Jager
Op 6 mei 2021 werd op het westelijk landhoofd zuidzijde een piepklein monument onthuld ter nagedachtenis van Nel de Jager (1953-2019). Zij was rond de eeuwwisseling straatmanager (circa 1997-2015) van het winkelgebied in de Haarlemmerbuurt. Zij was mede verantwoordelijk voor een opleving van dit winkelgebied in eerste jaren van de 21e eeuw.
Het beeldje van een anonieme kunstenaar bestaat uit een bronzen opgeheven vinger met naamplaat. Het minibeeldje werd twee maanden later door onverlaten gestolen. In eind juli 2023 werd er een nieuwe versie geplaatst, waarbij de kunstenaar opnieuw anoniem bleef.

## Afbeeldingen

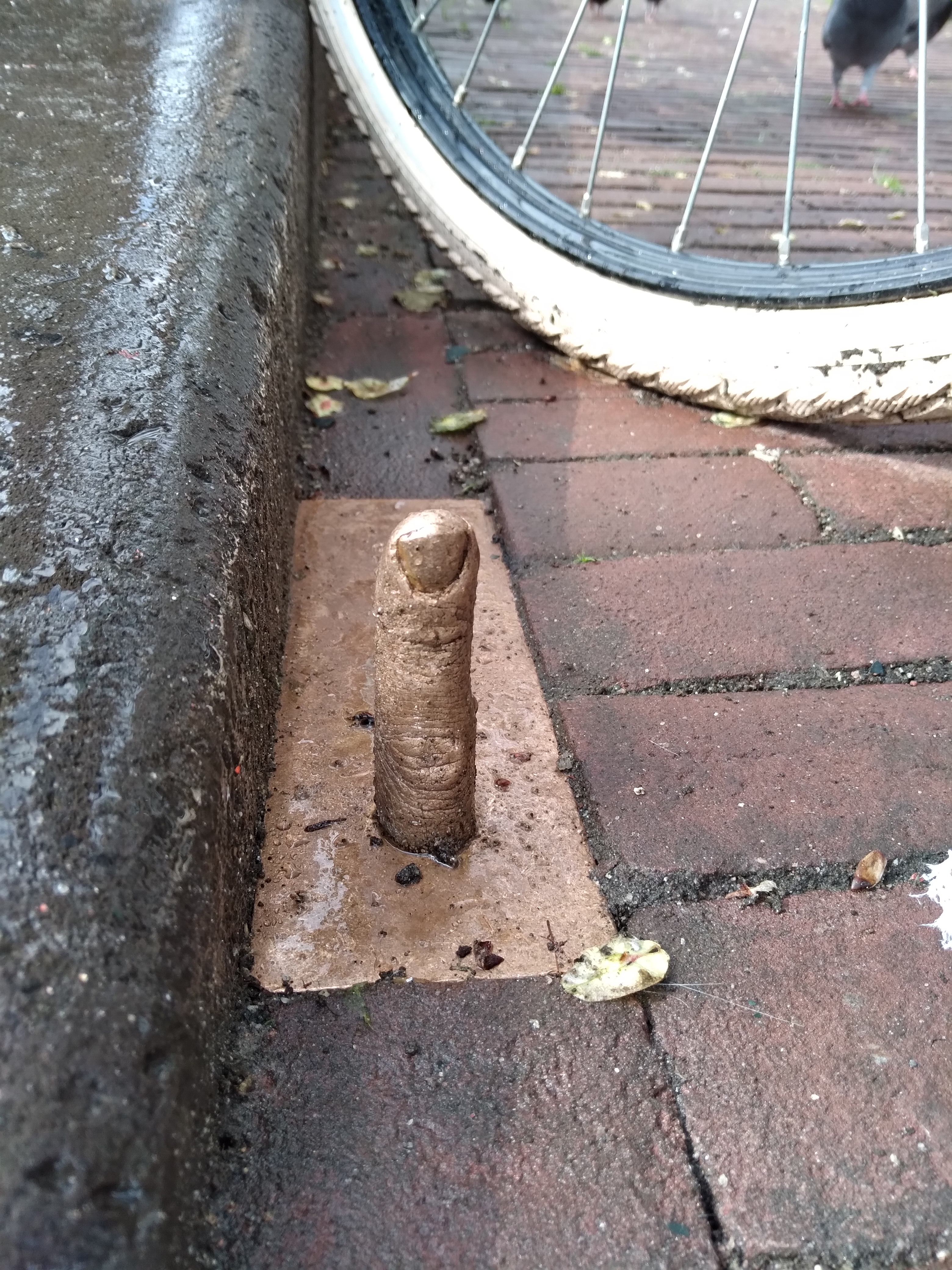
Monument Nel de Jager (mei 2021)
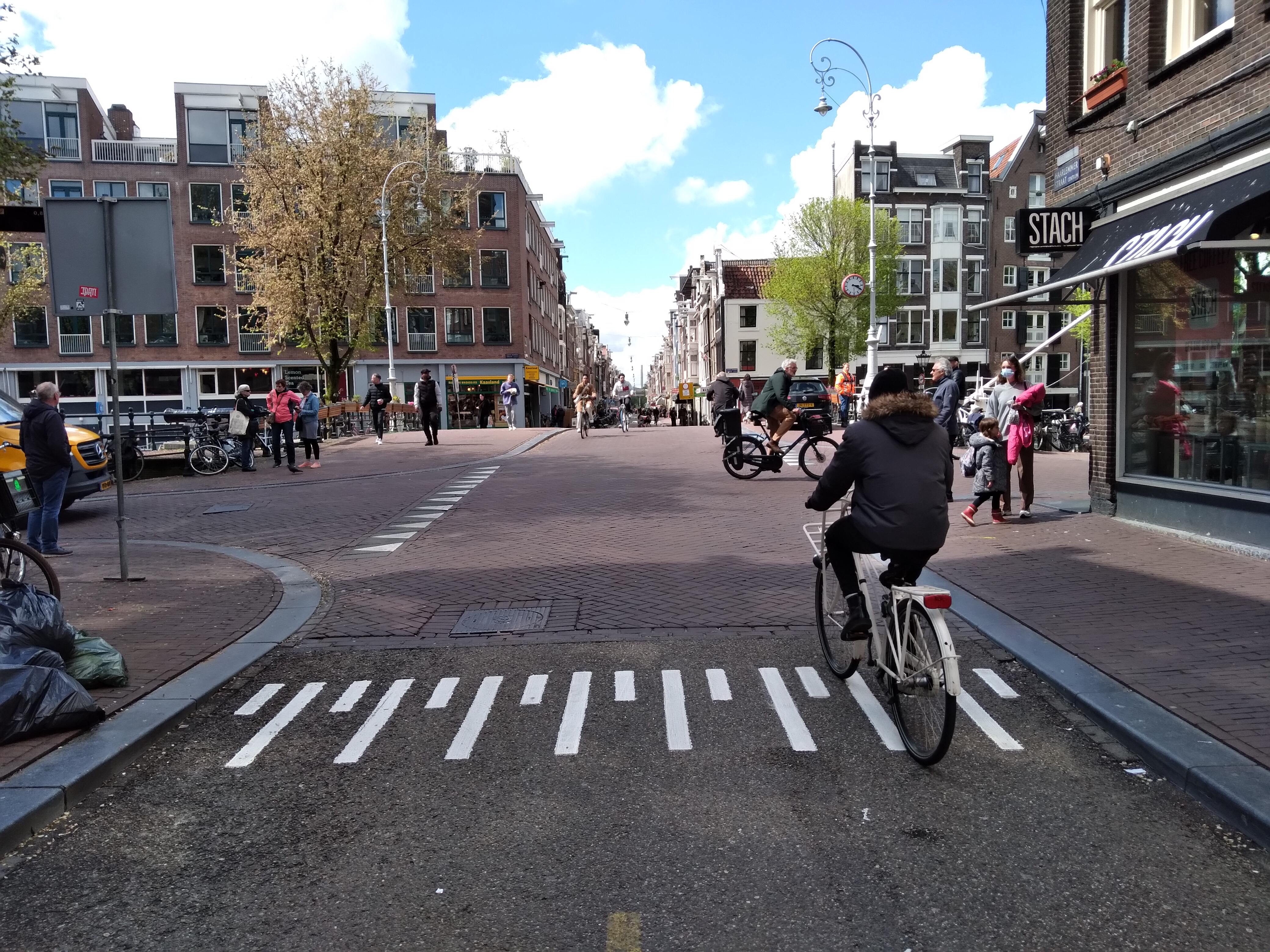
Eenhoornsluis (mei 2021)
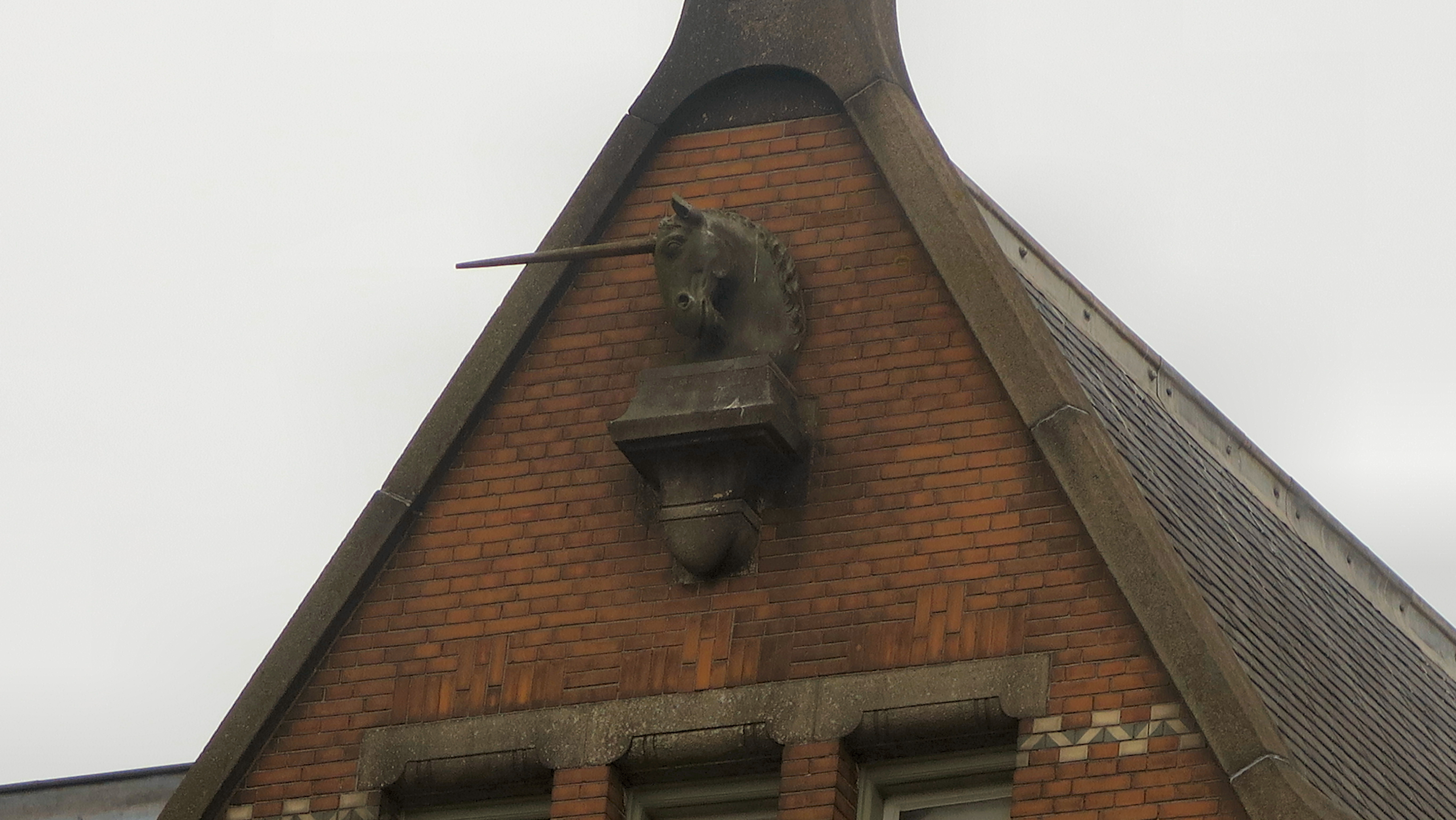
De Eenhoorn (juni 2021)
De brug Eenhoornsluis, gezien vanaf het water van onder de Korte Prinsengrachtspoorbrug, 2023
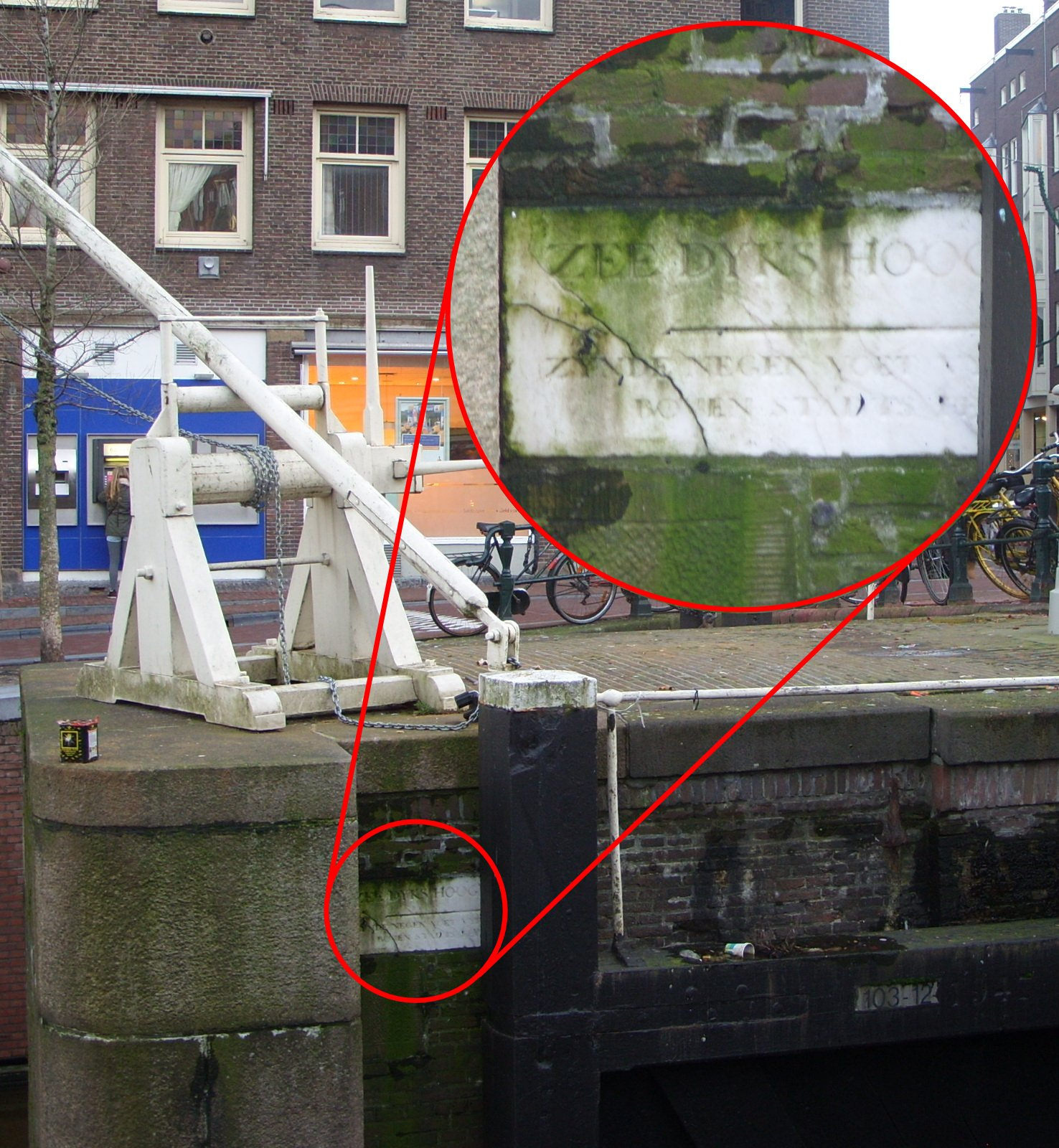
Huddesteen

<<< · 300 · 301 · 302 · 303 · 304 · 305 · 306 · 307 · 308 · 309 · 310 · 311 · 312 · 313 · 314 · 315 · 316 · 317 · 318 · 320 · 321 · 322 · 323 · 324 · 325 · 327 · 328 · 330 · 331 · 332 · 333 · 334 · 335 · 336 · 337 · 338 · 339 · 340 · 341 · 342 · 343 · 344 · 345 · 346 · 347 · 348 · 349 · 350 · 351 · 352 · 353 · 354 · 355 · 356 · 357 · 358 · 359 · 360 · 361 · 362 · 363 · 364 · 365 · 366 · 367 · 368 · 371 · 372 · 373 · 374 · 375 · 376 · 377 · 378 · 379 · 380 · 381 · 382 · 383 · 385 · 386 · 387 · 388 · 389 · 390 · 391 · 392 · 393 · 394 · 395 · 396 · 397 · 398 · 399 · >>>
Brugnummers 319, 326, 329 (tijdelijke duiker in de Ringspoordijk), 369, 370, 384 zijn niet (meer) vergeven.